# Toleman

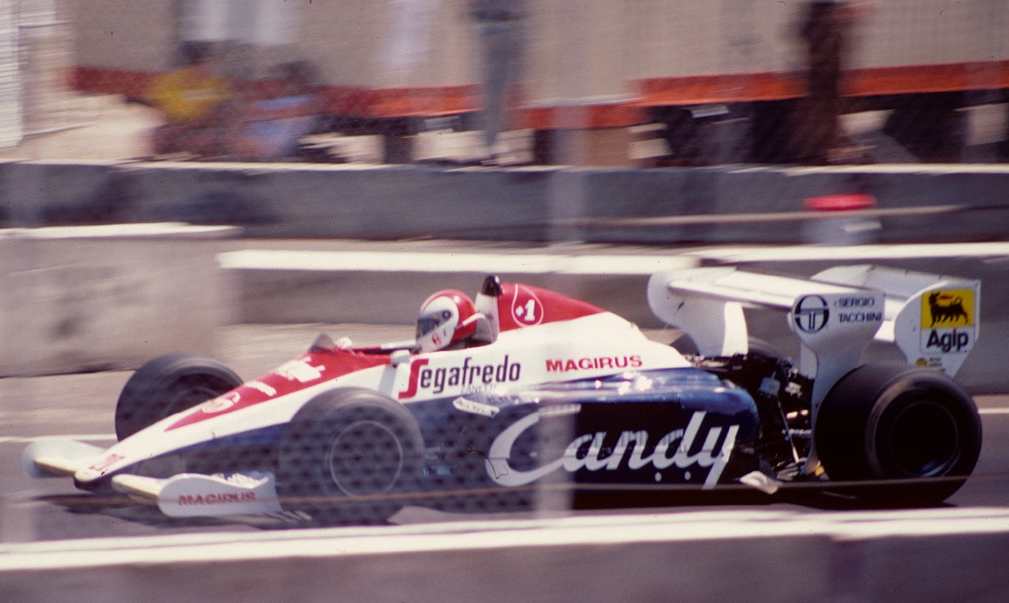
Johnny Cecotto in 1984 op Toleman TG184

Toleman was een Formule 1 team tussen de jaren 1981 en 1985, het behaalde maar weinig successen en was opgericht door de rijke Brit Ted Toleman. Het team reed voordat het in de Formule 1 kwam in de Formule 2, het won daar regelmatig races en was dus erg succesvol.

## 1981-1983
In 1981 debuteerde Toleman in de Formule 1, de hoofdsponsor was Candy, de motoren werden geleverd door Brian Hart Ltd., echter was de Toleman zeer onbetrouwbaar. In 1982 ging het een stuk beter, de betrouwbaarheid was een heel stuk verbeterd en Derek Warwick reed de snelste ronde van de race tijdens de Grote Prijs van Nederland in Zandvoort. In 1983 ging het nog beter, het volledig vernieuwde chassis en de dubbele achtervleugel zorgde voor veel successen. Derek Warwick zat een paar keer in de buurt van een podium, maar de beste finishpositie was een vierde plek, de beste kwalificatiepositie was een vijfde plek.

## 1984
In 1984 ging het nog veel beter, het team kreeg wat nieuwe sponsors erbij en twee nieuwe rijders, waaronder de ex-Ensign rijder Johnny Cecotto en de debutant en toekomstig wereldkampioen, Ayrton Senna. Het team scoorde 16 punten, waarvan er 13 behaald werden door Ayrton Senna; hij behaalde drie keer het podium, waarvan hij een keer de tweede plek behaalde tijdens de ingekorte/verregende Grand Prix van Monaco. Velen zeggen dat als de race gewoon was uitgereden, Senna toen de race had gewonnen. De beste kwalificatie positie was ook verbeterd door Ayrton Senna, hij startte namelijk als derde tijdens de laatste race in Estoril, Portugal. Hij werd die race ook derde. Senna vertrok in 1985 naar Lotus-Renault.

## 1985
Het laatste jaar voor Toleman was minder succesvol dan in 1983 en 1984. Het team kreeg een nieuwe bandenleverancier, Pirelli. In de jaren 1981-1984 werd er met Michelins gereden, maar die leverancier stapte uit de Formule 1. Het team kreeg ook een nieuwe hoofdsponsor, Benetton. Het was een klein bedrijf, bestond nog niet zo heel lang en sponsorde al eerder Tyrrell en Alfa Romeo. Het bedrijf Benetton was in de groei en werd dus steeds groter, ondanks de groei was 1985 niet erg succesvol voor Toleman. De coureurs in het jaar 1985 bij Toleman waren twee Italiaanse rijders, Teo Fabi en Piercarlo Ghinzani.
Ondanks de weinige successen trainde Teo Fabi pole position tijdens de Grand Prix van Duitsland. De Toleman was echter zeer onbetrouwbaar, en ook de Hart-motor zat vol kinderziektes, dus Fabi kon de pole position niet omzetten naar een overwinning.

## Benetton
Na het jaar 1985 zette Ted Toleman het team te koop. Benetton nam het over het team ging 1986 verder onder de naam Benetton Formula. Het was zeer frustrerend dat er in het eerste jaar al twee pole positions werden behaald, iets dat Toleman niet lukte. Teo Fabi was degene die de twee pole positions haalde dat seizoen. Het team scoorde ook gelijk een overwinning, teamgenoot Gerhard Berger won de Grand Prix van Mexico op het Autódromo Hermanos Rodríguez. Fabi kon zijn twee pole positions weer niet omzetten in overwinningen. Benetton dat in 1986 met onbetrouwbare BMW-motoren reed ging nogal vaak stuk tot frustratie van Fabi. Het team behaalde toch nog 19 punten dat jaar.
In onderstaande tabel de chassisnamen en de namen van de bandenleveranciers waarmee Toleman heeft gereden in zijn vijfjarig bestaan in de Formule 1.
| 1981     | 1982     | 1983     | 1984     | 1985    |
| -------- | -------- | -------- | -------- | ------- |
| TG181    | TG181C   | TG183    | TG184    | TG185   |
| Michelin | Michelin | Michelin | Michelin | Pirelli |